# Prince Albert East (circonscription saskatchewanaise)
Pour les articles homonymes, voir Prince Albert.
Circonscription électorale provinciale du Canada
Prince Albert East (initialement Prince Albert East-Cumberland) est une circonscription électorale provinciale de la Saskatchewan au Canada. Elle est représentée à l'Assemblée législative de la Saskatchewan de 1967 à 1975.

## Liste des députés
| Parlement                                                                         | Années                                               | Député                                               | Député                                               | Parti                                                |
| Prince Albert East-Cumberland                                                     | Prince Albert East-Cumberland                        | Prince Albert East-Cumberland                        | Prince Albert East-Cumberland                        | Prince Albert East-Cumberland                        |
| Circonscription issue de Cumberland et Prince Albert                              | Circonscription issue de Cumberland et Prince Albert | Circonscription issue de Cumberland et Prince Albert | Circonscription issue de Cumberland et Prince Albert | Circonscription issue de Cumberland et Prince Albert |
| --------------------------------------------------------------------------------- | ---------------------------------------------------- | ---------------------------------------------------- | ---------------------------------------------------- | ---------------------------------------------------- |
| 16e                                                                               | 1967–1971                                            |                                                      | Bill Berezowsky                                      | Néo-démocrate                                        |
| Prince Albert East                                                                |                                                      |                                                      |                                                      |                                                      |
| 17e                                                                               | 1971–1975                                            |                                                      | Mike Feschuk                                         | Néo-démocrate                                        |
| Circonscription abolie, voir Cumberland et Prince Albert, Prince Albert-Duck Lake |                                                      |                                                      |                                                      |                                                      |